# Medama spatulidorsum
Medama spatulidorsum är en fjärilsart som beskrevs av Holloway 1976. Medama spatulidorsum ingår i släktet Medama och familjen tofsspinnare. Inga underarter finns listade i Catalogue of Life.